# Йогесваран, Раджаратнам
Раджаратнам Йогесваран (англ. Rajaratnam Yogeswaran, 28 июля 1940, Сунгкай, Федерированные Малайские Государства) — малайзийский хоккеист (хоккей на траве), нападающий. Участник летних Олимпийских игр 1964 и 1968 годов, бронзовый призёр летних Азиатских игр 1962 года.

## Биография
Раджаратнам Йогесваран родился 28 июля 1940 года в малайзийском мукиме Сунгкай.
В 1962 году в составе сборной Малайи завоевал бронзовую медаль хоккейного турнира летних Азиатских игр в Джакарте.
В 1964 году вошёл в состав сборной Малайзии по хоккею на траве на летних Олимпийских играх в Токио, поделившей 9-10-е места. Играл на позиции нападающего, провёл 7 матчей, забил 1 мяч в ворота сборной Канады.
В 1968 году вошёл в состав сборной Малайзии по хоккею на траве на летних Олимпийских играх в Мехико, занявшей 15-е место. Играл на позиции нападающего, провёл 1 матч, мячей не забивал.